# Heksametilen triperoksid diamin
Heksametilen triperoksid diamin (HMTD) je inicialni eksploziv katerega glavna sestavina je heksamin. Je občutljiv na udarce in zvišano temperaturo ter ogenj. Uporablja se za detonatorje, a so ga že skoraj izpodrinili manj občutljivi in bolj obstojni eksplozivi.